# جوني باتلر
جوني باتلر (بالإنجليزية: Johnny Butler)‏ هو لاعب كرة قاعدة أمريكي، ولد في 20 مارس 1893 في فول ريفر في الولايات المتحدة، وتوفي في 29 أبريل 1967 في سيل بيتش في الولايات المتحدة.

## وصلات خارجية
- جوني باتلر على موقعبيزبول رفرنس.كوم (الدوري الرئيسي) (الإنجليزية)
- جوني باتلر على موقعبيزبول رفرنس.كوم (الدوري الثانوي) (الإنجليزية)